# Фредерик Стъркоу
Фредерик Уилфорд „Рик“ Стъркоу (на английски: Frederick Wilford „Rick“ Sturckow) е американски тест пилот и астронавт на НАСА, участник в четири космически полета. Той е един от двамата астронавти в света с четири посещения на МКС.

## Образование
Фредерик Стъркоу завършва колежа Grossmont High School в Ла Меса, Калифорния през 1978 г. През 1984 г. завършва Калифорнийския политехнически университет в Сан Луис Оубиспоу с бакалавърска степен по инженерна механика.

## Военна кариера
Фредерик Стъркоу постъпва на служба в USMC веднага след дипломирането си през декември 1984 г. През април 1987 г. става боен пилот. Зачислен е в бойна ескадрила 333 (VMFA-333). Лети на самолет F-18 Хорнет. По време на операция Пустинна буря, Стъркоу извършва 41 бойни полета над територията на Ирак. През януари 1992 г. завършва школа за тест пилоти в авиобазата Едуардс, Калифорния. През 1993 г. е командирован в изпитателния център на USN в Мериленд, като проектен пилот на F-18. В кариерата си Ф. Стъркоу има повече от 4000 полетни часа на 50 различни типа самолети.

## Служба в НАСА
Фредерик Стъркоу е избран за астронавт от НАСА на 12 декември 1994 г., Астронавтска група №15. През май 1996 г. завършва общия курс на подготовка. Той взима участие в четири космически полета и има 904 часа в космоса. По време на всичките си четири мисии Стъркоу осъществява скачване с МКС и по този начин става един от двамата астронавти с четири посещения на станцията.

### Полети
| Космически полети на Фредерик Уилфорд Рик" Стъркоу       | Космически полети на Фредерик Уилфорд Рик" Стъркоу | Космически полети на Фредерик Уилфорд Рик" Стъркоу | Космически полети на Фредерик Уилфорд Рик" Стъркоу | Космически полети на Фредерик Уилфорд Рик" Стъркоу | Космически полети на Фредерик Уилфорд Рик" Стъркоу | Космически полети на Фредерик Уилфорд Рик" Стъркоу |
| №                                                        | Дата                                               | КК                                                 | Емблема на мисията                                 | Функции                                            | Продължителност                                    |                                                    |
| -------------------------------------------------------- | -------------------------------------------------- | -------------------------------------------------- | -------------------------------------------------- | -------------------------------------------------- | -------------------------------------------------- | -------------------------------------------------- |
| 1                                                        | 4 декември 1998                                    | „Индевър“, мисия STS-88                            |                                                    | Пилот                                              | 11 денонощия 19 часа 18 мин. 47 сек.               |                                                    |
| 2                                                        | 10 август 2001                                     | „Дискавъри“, мисия STS-105                         |                                                    | Пилот                                              | 11 денонощия 21 часа 13 мин. 52 сек.               |                                                    |
| 3                                                        | 8 юни 2007                                         | „Атлантис“, мисия STS-117                          |                                                    | Командир                                           | 13 денонощия 20 часа 12 мин. 44 сек.               |                                                    |
| 4                                                        | 28 август 2009                                     | „Дискавъри“, мисия STS-128                         |                                                    | Командир                                           | 13 денонощия 20 часа 54 мин. 55 сек.               |                                                    |
| Сумарно време в космоса – 51 денонощия 09 часа 36 минути |                                                    |                                                    |                                                    |                                                    |                                                    |                                                    |

## Награди
- Медал за отлична служба;
- Въздушен медал (4);
- Медал за похвала на USMC;
- Медал за постижения на USMC;
- Медал на НАСА за участие в космически полет (4).